# Sumpango
Sumpango è un comune del Guatemala facente parte del dipartimento di Sacatepéquez.
Di origine indigena, Sumpango fu uno dei primi centri abitati assoggettati dagli spagnoli, al seguito dei quali venne un gruppo di missionari domenicani che vi si insediarono nel 1542. Sumpango venne riconosciuto come comune l'11 ottobre 1825, quando venne promulgata la Costituzione del Guatemala.